# 博物館駅 (慶尚南道)
博物館駅（パンムルグァンえき）は、大韓民国慶尚南道金海市にある釜山-金海軽電鉄の駅である。駅番号は18。

## 歴史
- 2011年9月9日 - 開業。

## 駅構造
相対式ホーム2面2線を有する高架駅で、フルスクリーンタイプのホームドアが設置されている。

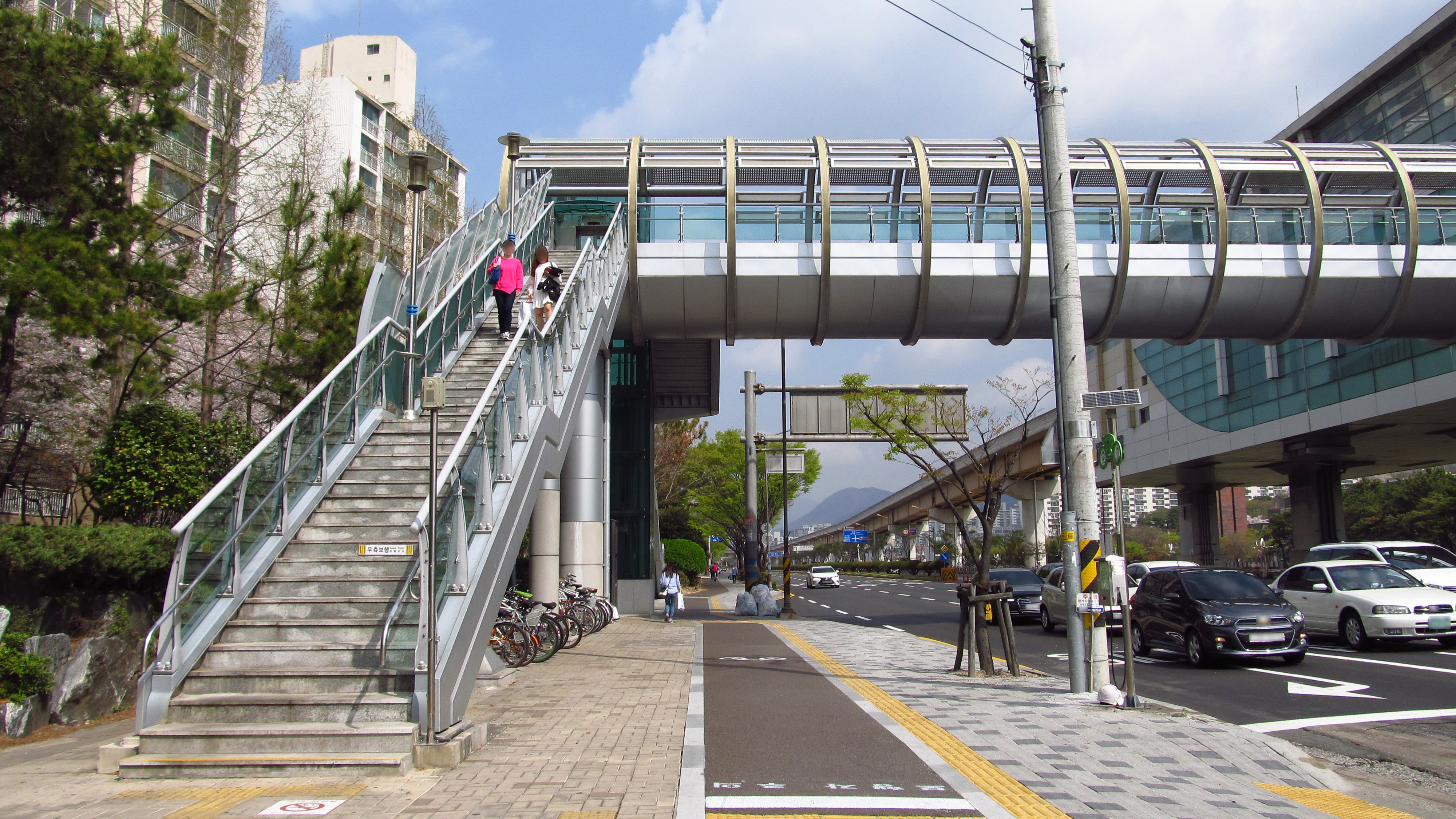
1番出入口（2018年4月）
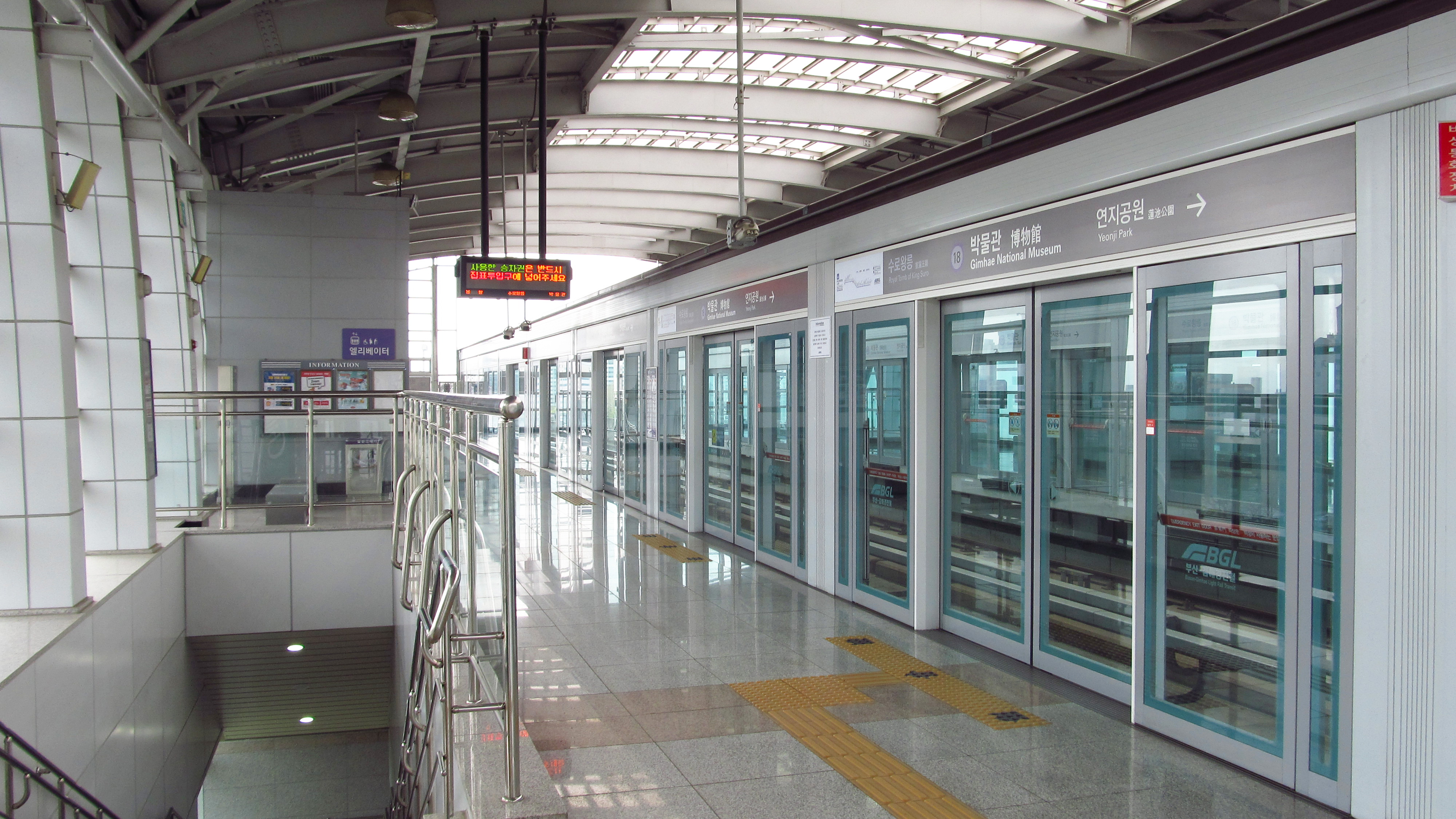
下りホーム（2018年4月）
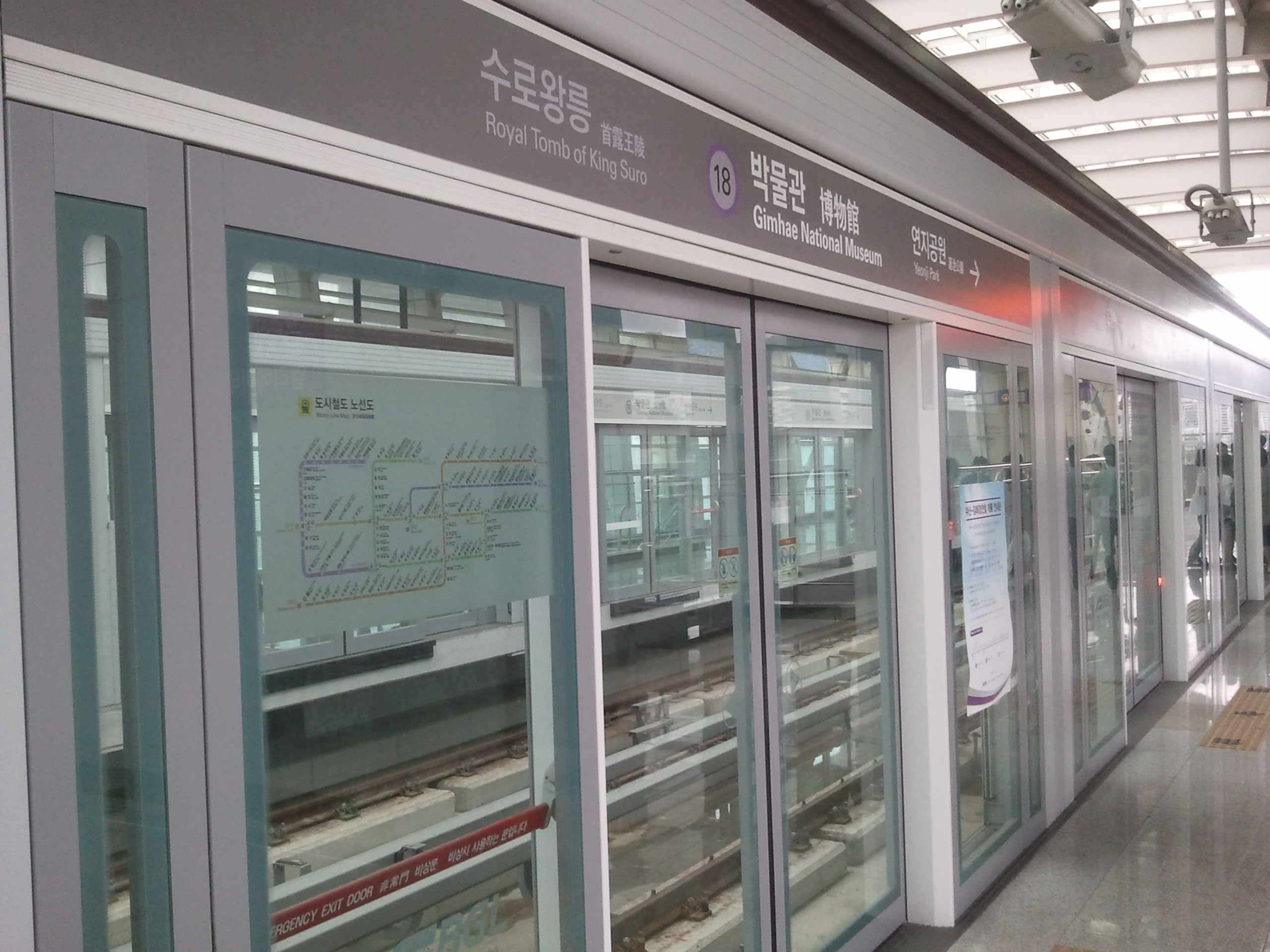
ホームドア

### のりば
| 上り | ●釜山-金海軽電鉄 | 沙上方面   |
| 下り | ●釜山-金海軽電鉄 | 加耶大方面 |

## 駅周辺
- 国立金海博物館
- 首露王妃陵
- 昌原地方法院金海市法院
- 金海登記所
- 金海文化の殿堂
- 大城洞古墳群
- 大城洞古墳群博物館
- ホームプラス金海店
- CJ CGV金海店
- 金海教育支援庁
- 亀峰初等学校
- 金海西中学校
- 金海建設工業高等学校
- 金海女子中学校
- 慶尚南道金海教育支援庁

## 隣の駅
釜山-金海軽電鉄
●釜山-金海軽電鉄
首露王陵駅（17） - 博物館駅（18） - 蓮池公園駅（19）